# Komoro, Nagano
Komoro (小諸市 Tiểu Chư thị) là một thành phố thuộc tỉnh Nagano, Nhật Bản.